# Culicoides suborientalis
Culicoides suborientalis är en tvåvingeart som beskrevs av Tokunaga 1951. Culicoides suborientalis ingår i släktet Culicoides och familjen svidknott. Inga underarter finns listade i Catalogue of Life.